# Genta Miura
Genta Miura (jap. 三浦 弦太, Miura Genta; * 1. März 1995 in Toyohashi) ist ein japanischer Fußballspieler.

## Karriere

### Verein
Genta Miura erlernte das Fußballspielen in den Jugendmannschaften des FC Toyohashi Little J Selecao und des FC Toyohashi Deux Millieun sowie in der Schulmannschaft der Osaka Toin Jr High School. Seinen ersten Vertrag unterschrieb er am 1. Februar 2013 beim Erstligisten Shimizu S-Pulse, wo er bis 2016 spielte. 2017 wechselte er nach Suita zum Erstligisten Gamba Osaka. 2020 kam er einmal in der U23-Mannschaft von Gamba, die in der dritten Liga spielte, zum Einsatz.

### Nationalmannschaft
Miura wurde 2017 in den Kader der japanischen Fußballnationalmannschaft berufen und kam bei der Fußball-Ostasienmeisterschaft 2017 zum Einsatz. Er wurde in den Kader der Asienmeisterschaft 2019 berufen. Er hat insgesamt fünf Länderspiele für Japan bestritten.